# Chiesa della Santissima Trinità (Smečno)
La chiesa della Santissima Trinità (in ceco Kostel Nejsvětější Trojice) è il luogo di culto cattolico che si trova a Smečno, comune del Distretto di Kladno, nella Boemia Centrale, Repubblica Ceca. Appartiene all'arcidiocesi di Praga, risale al XIV secolo ed è considerata monumento culturale nazionale. Al suo interno si conserva l'organo a canne più antico dell'intero Paese.

## Storia

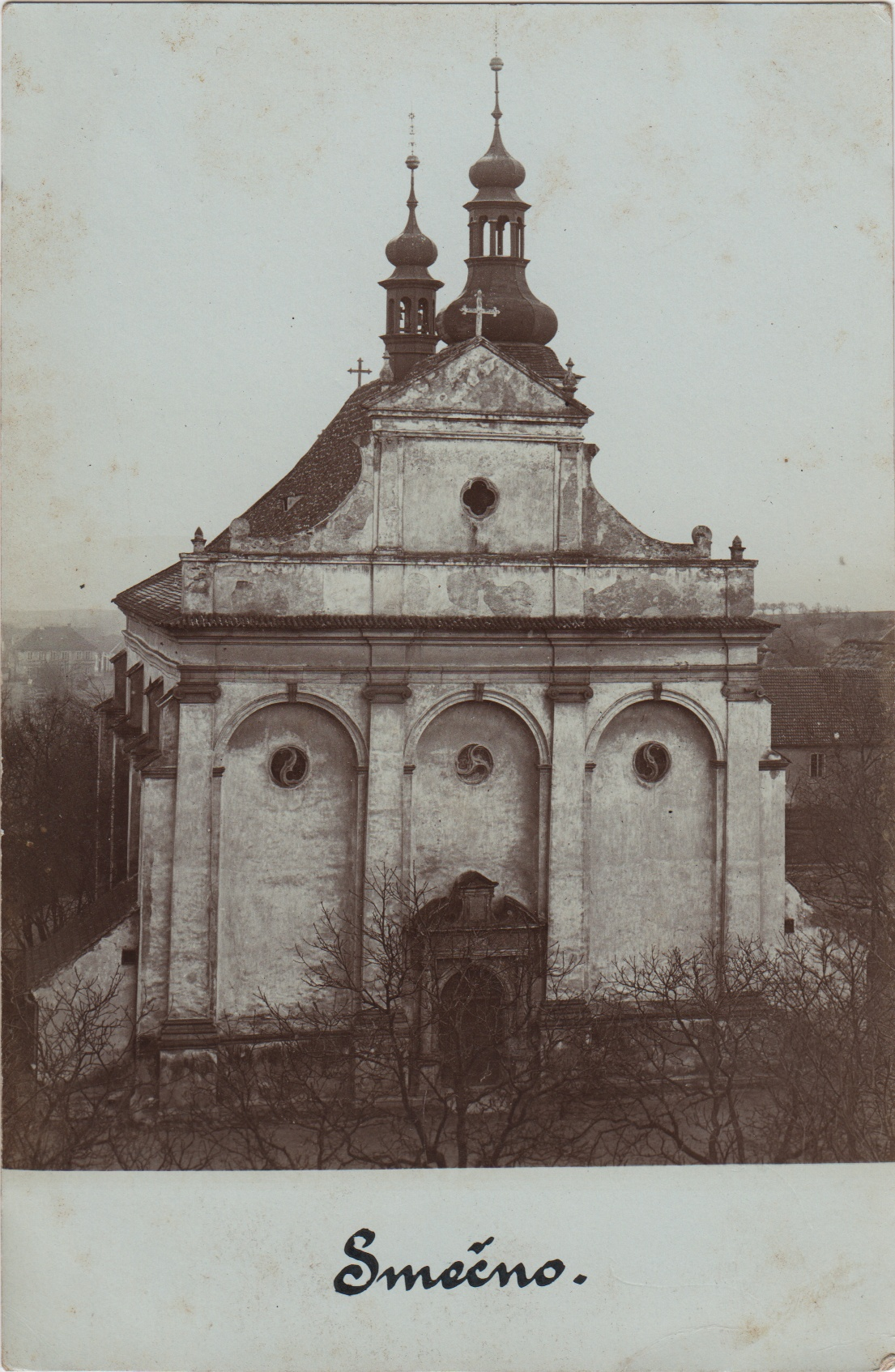
Chiesa della Santissima Trinità in una foto del 1908

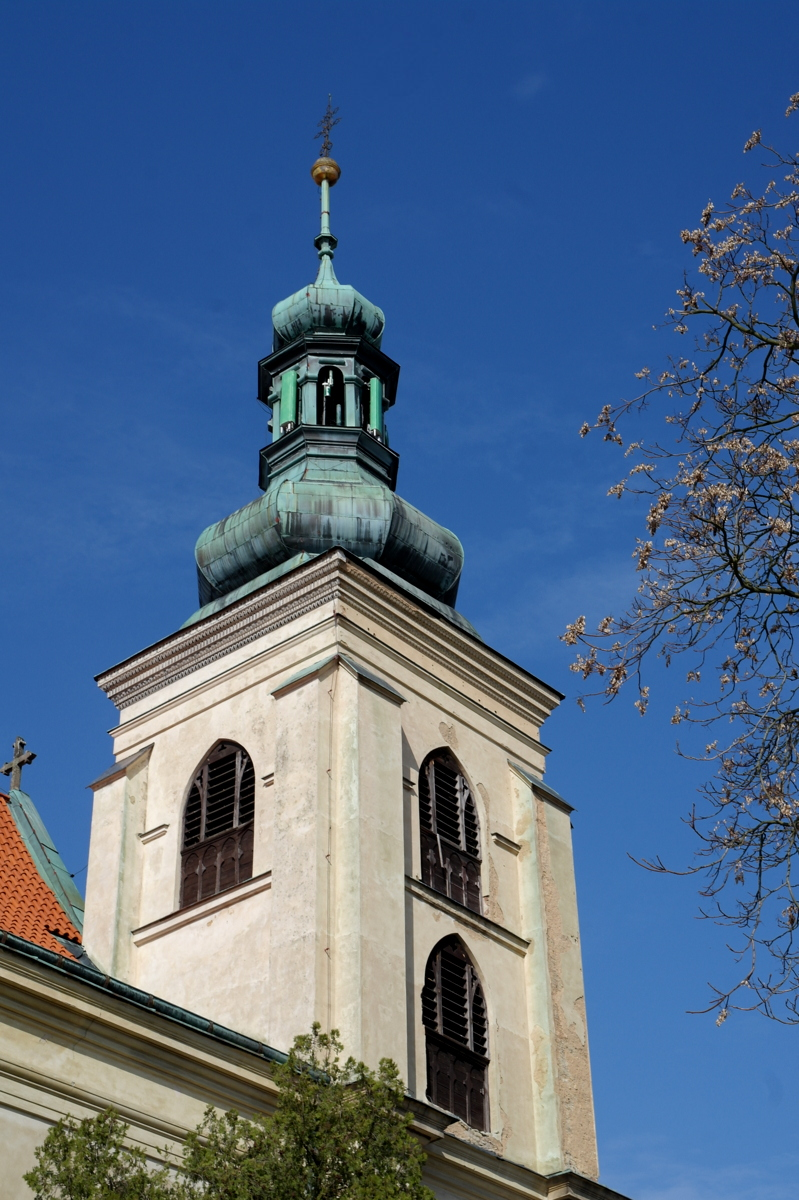
Torre campanaria

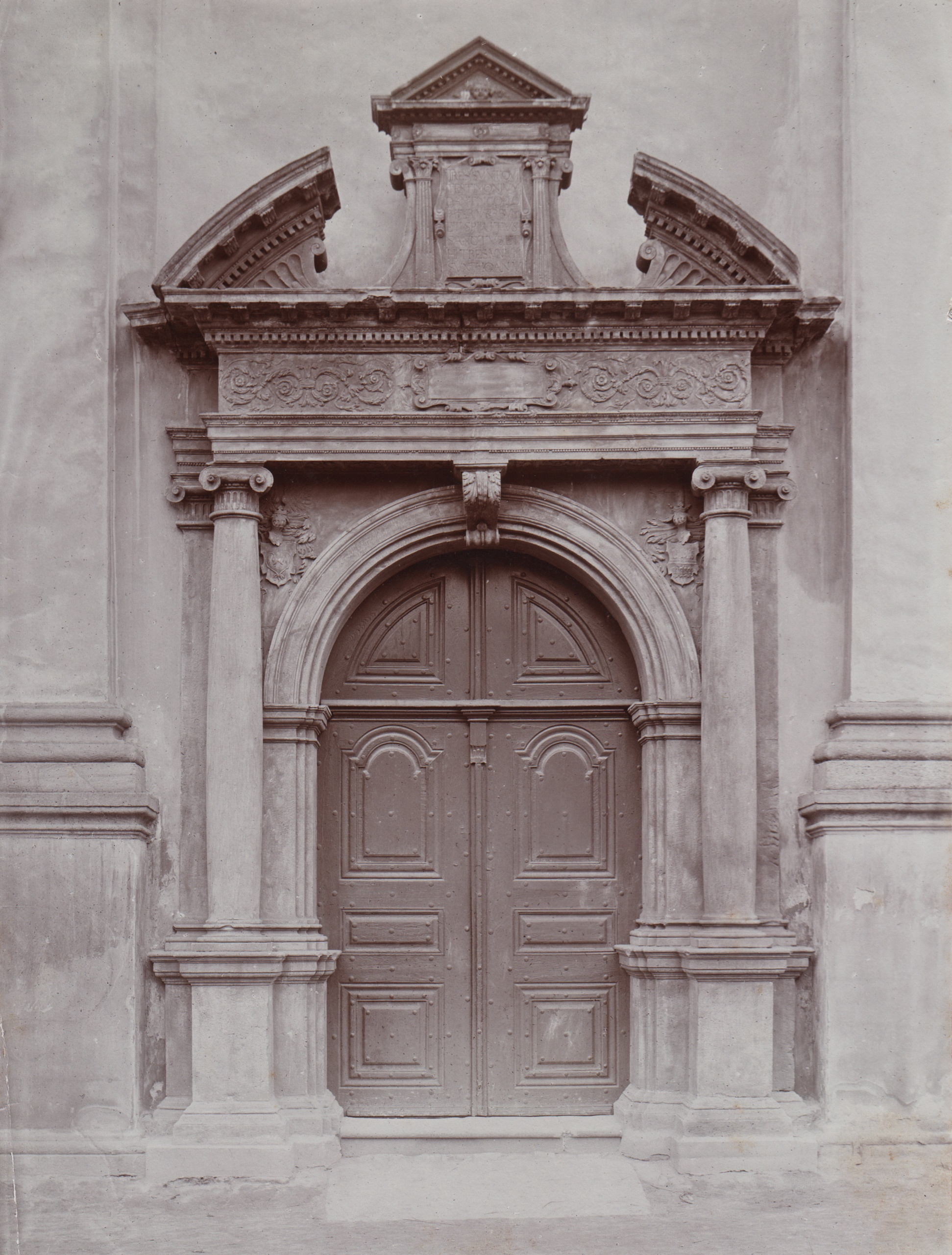
Portale della chiesa in una foto del 1908

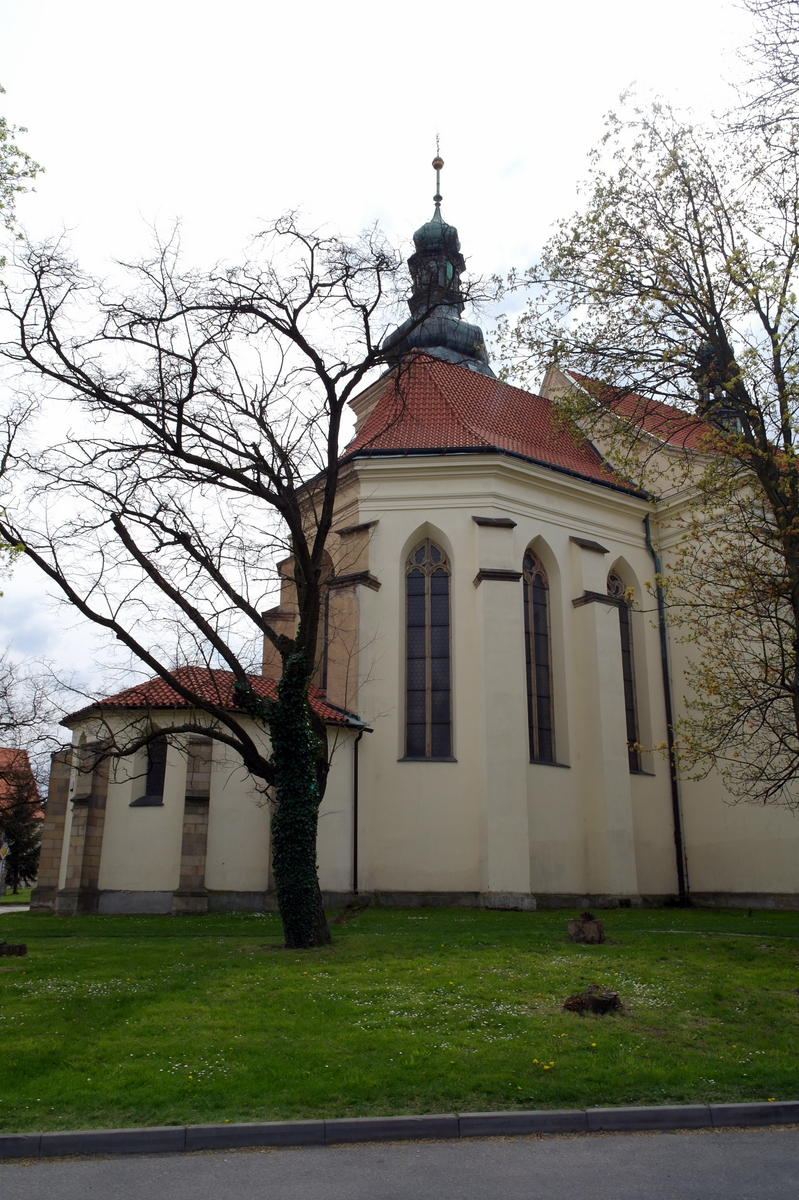
Abside pentagonale e sagrestia a base pentagonale di minori dimensioni, parte più antica dell'intera struttura

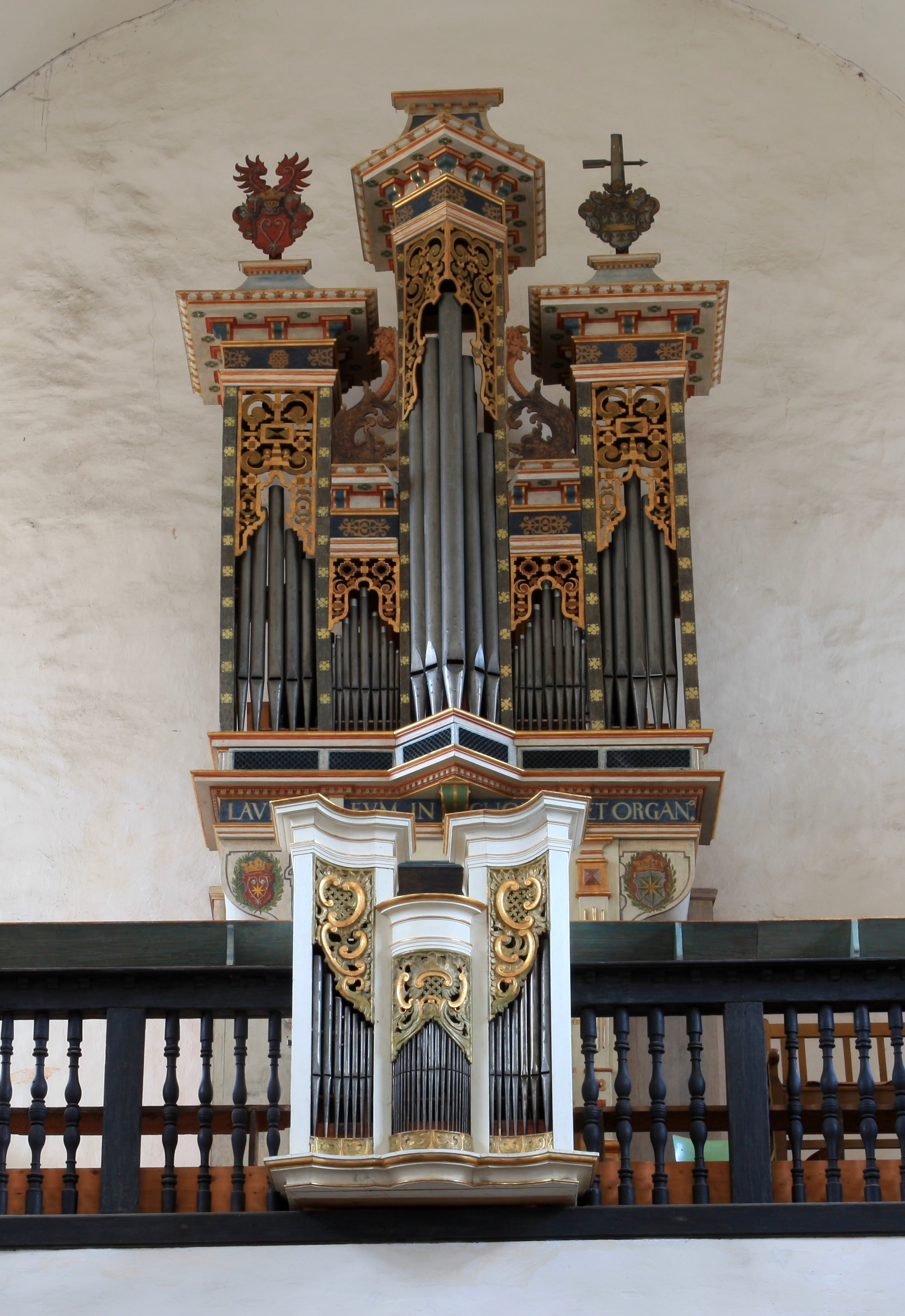
Organo a canne rinascimentale, il più antico dell'intera Repubblica Ceca

Il primo luogo di culto era originariamente in stile gotico ed era già esistente nel terzo quarto del XIV secolo. Il presbiterio di questo edificio originale fu utilizzato in seguito come sagrestia durante la costruzione del nuovo edificio rinascimentale. L'edificio rinascimentale fu costruito nel XVI secolo durante il regno di Jiří z Martinice e di sua moglie Eliška Bruntálská di Vrbno e fu completato nel 1587. La chiesa in seguito è stata ristrutturata più volte, ma sostanzialmente ha mantenuto il suo aspetto rinascimentale. Nell'anno della sua consacrazione, il 1587, venne arricchita dell'elemento più prezioso al suo interno, l'organo a canne, l'organo più antico conservato in terra ceca, decorato da una coppia di stemmi dei costruttori della chiesa. Nei secoli XVIII e XIX lo strumento venne modificato e aggiornato più volte. Nel 1990 è stato ricostruito dall'organista Dušan Doubek. Durante i lavori di ricostruzione si è verificato che la maggior parte delle pipe foniche sono ancora originali del periodo rinascimentale.

## Descrizione

### Esterni
La chiesa della Santissima Trinità si trova nel centro abitato di Smečno, comune della Boemia Centrale in Repubblica Ceca. Mostra orientamento tradizionale verso est. La facciata a salienti e di tipo basilicale con monumentale portale di accesso. La facciata è sormontata da un timpano triangolare, nel cui asse principale si trova una finestra circolare con trafori. Lo scudo è sormontato da una croce. La facciata si apre in asse con un portale rinascimentale, nelle cui mensole sono posti due stemmi. La torre campanaria sorge in posizione arretrata sulla destra ed ha struttura massiccia. Si trova inserita tra il muro meridionale della navata e il presbiterio, è a due piani. La parete sud si apre con un portale rettangolare con rivestimento in arenaria nella parete sud, sopra il quale si trova una finestra a forma di quadrilobo. Una finestra identica si trova nella parete est della torre, all'altezza delle finestre del presbiterio. Anticamente sul sito era presente il cimitero della comunità chiuso intorno al 1800. Lo spazio è divenuto col tempo solo un'area erbosa senza lapidi, e quelle che sono rimaste sono state messe sulle pareti esterne della chiesa. Il tetto è a due falde con un timpano a ovest. La copertura è costituita da traverse. Ci sono tre lucernari nella zona del tetto e c'è un sanctum sanctorum barocco, rivestito di rame, a circa metà della lunghezza del colmo. La muratura è mista.

### Interni
La sala è formata da tre navate su pianta rettangolare. Il presbiterio ha pianta poligonale e da questo si accede alla sagrestia che anticamente fungeva da presbiterio. A ovest la navata è prolungata da due vestiboli laterali rettangolari. Le pareti della navata sono scandite da plinti e contrafforti e sormontate da un cornicione profilato. Le finestre sono dotate di trafori neogotici di vario tipo che si rifanno al tardo gotico. All'interno gli arredi sono di grande interesse storico e artistico. L'altare maggiore è opera dello scultore Ignác Platzer, il dipinto della pala d'altare raffigurante la Santissima Trinità proviene dalla bottega del pittore praghese Antonín Towar. L'elemento più prezioso all'interno è l'organo costruito nel 1587. Si tratta dell'organo ceco più antico.

### Monumento nazionale culturale della Repubblica Ceca
La tutela dei monumenti della Repubblica Ceca considera la chiesa della Santissima Trinità di Smečno un monumento culturale nazionale tutelato col numero di catalogo 1000134973.